# Erlöserkirche (Unterhausen)

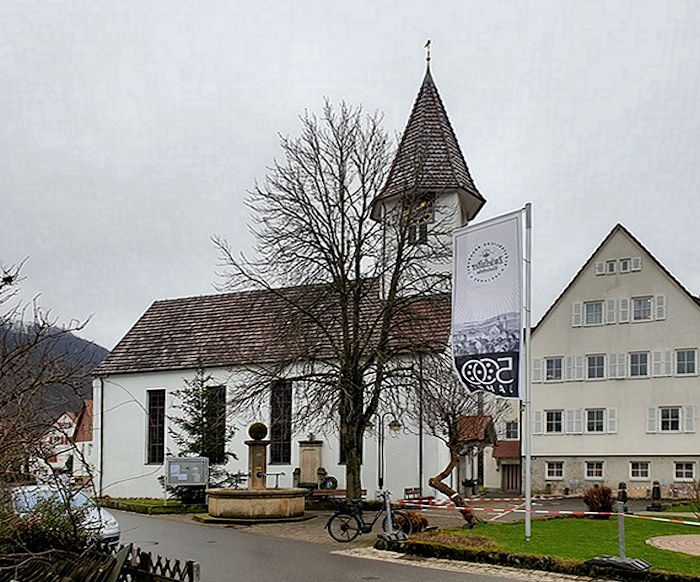

Die Erlöserkirche ist ein Kirchengebäude der evangelischen Kirche in Lichtenstein im Landkreis Reutlingen in Baden-Württemberg. Sie liegt im Ortsteil Unterhausen in der ehemaligen Gemeinde Oberhausen und gehört mit der Galluskirche und der Johanneskirche zur Evangelischen Gesamtkirchengemeinde Unterhausen-Honau.
Die Erlöserkirche wurde in ihrer heutigen Form vermutlich 1721 oder 1837 erbaut. Zuvor stand an der Stelle zunächst die Marienkapelle, die 1354 erstmals erwähnt wurde. Diese wurde um 1414 durch eine Kirche ersetzt. Die heutige Saalkirche wurde 1890 und 1959 restauriert.
Das Gotteshaus mit rechteckigem Chor und Empore hat ein Satteldach mit Dachreiter als Kirchturm. Im Süden ist eine Sakristei angebaut. Die Kirche verfügt über eine Orgel , drei Kirchenglocken, eine Kanzel und ein Altarkreuz des Bildhauers Karl Hemmeter. Die Kirchenfenster von Adolf Saile zeigen das Leben von Jesus Christus: Seine Taufe, Jesus als Lehrer seiner Jünger, Jesus als Heiland aller Welt, Jesus mit den Emmausjüngern und Jesus als Seelsorger mit Maria und Martha.
Die Evangelische Gesamtkirchengemeinde Unterhausen-Honau verfügt über die zwei Pfarrbezirke Nord und Süd.